# Observatoire volcanologique du Piton de la Fournaise
L'Observatoire volcanologique du Piton de la Fournaise – ou OVPF – est un observatoire volcanologique français chargé de la surveillance de l'activité volcanique du piton de la Fournaise, un volcan effusif de l'île de La Réunion, département et région d'outre-mer de l'océan Indien. L'OVPF a trois missions principales : la surveillance de l'activité du piton de la Fournaise avec le suivi des éruptions et des coulées de laves, la recherche sur le fonctionnement et l'évolution des volcans, et la diffusion des connaissances.

## Organisation
Il dispose de locaux installés à Bourg-Murat, un village de la Plaine des Cafres, dans les Hauts de la commune du Tampon, situé à 15 km à vol d'oiseau du sommet du volcan. Dépendant de l'Institut de Physique du Globe de Paris, il est placé sous la responsabilité d'une directrice locale, la volcanologue Aline Peltier depuis 2016. 

## Histoire
Il est créé en 1979 à la suite d'une éruption survenue en 1977 hors de l'Enclos Fouqué, éruption durant laquelle une trentaine de maisons furent détruites. À sa création, Haroun Tazieff conteste fortement son utilité ou, du moins, met en garde sur le risque d'une routine du fait de la sédentarité des personnels.

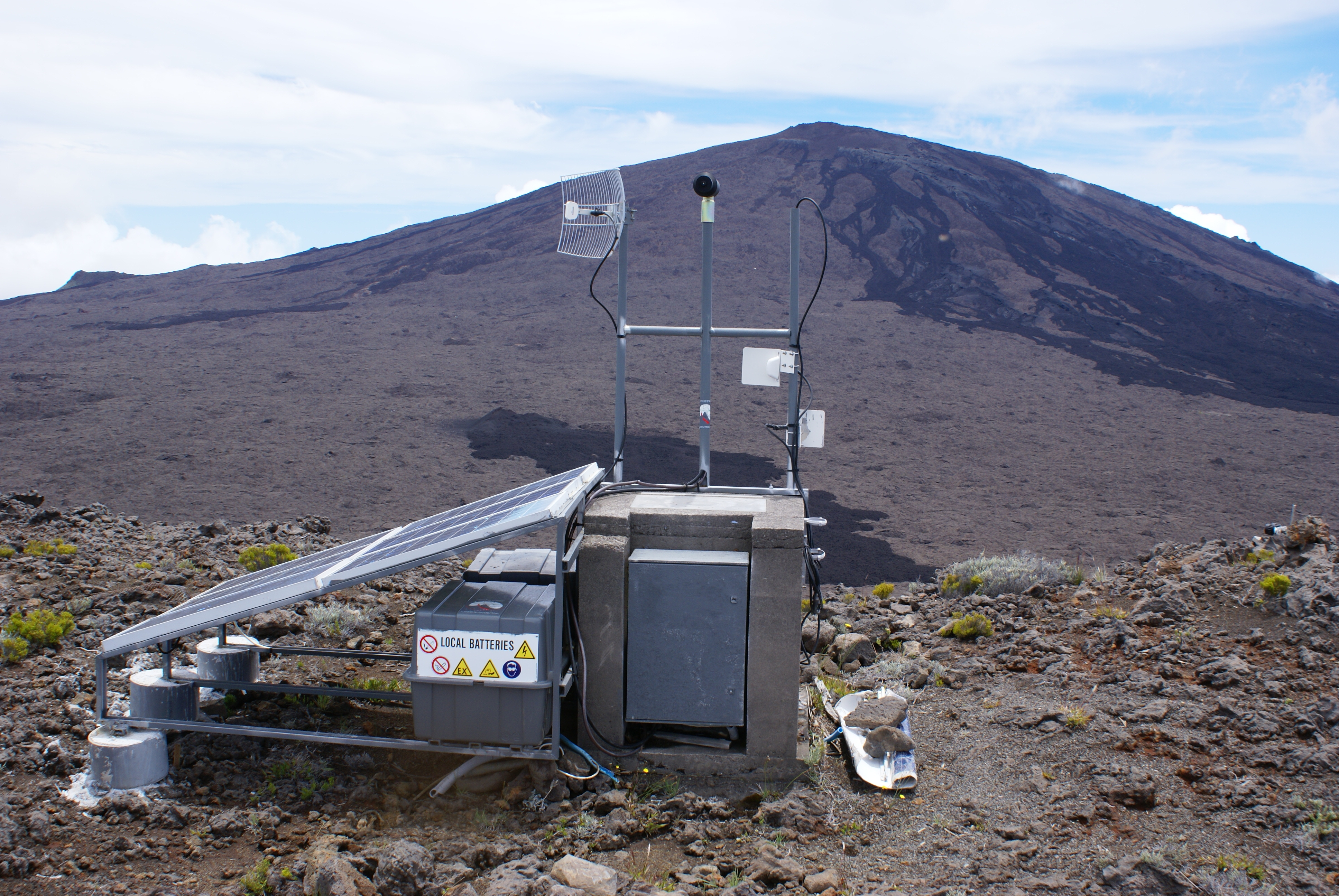
Installation (GPS différentiel et sa station d'alimentation autonome) utilisée par l'observatoire volcanologique du Piton de la Fournaise pour surveiller les déformations du volcan.